# راحة بيئية
راحة بيئية تُعرف بتلك الظروف للرفاه التي تحدد وفقا للإدراك الحسي للفرد، من درجة الحرارة والرطوبة ومستوى الضجيج والإضاءة الموجود في البيئة، وتتعلق بمؤشرات لمستويات الراحة الناشئة عن العلاقة بين أداء الجسم البشري والشعور بالرفاه الحراري.

## الراحة الحرارية
الراحة الحرارية هي التي حددتها جمعية المهندسين الأمريكية للتدفئة والتهوية وتكييف الهواء (American Society of Heating Ventilation and Air-conditioning Engineers - ASHaRE) ، كما تلك الحالة الذهنية التي تُعرب عن ارتياحها مع البيئة المحيطة.
الدراسات والتجارب التي أجراها الدانماركي اولي فانجر (P. Ole Fanger) ابرزت بوضوح ان العيش في المباني السكنية مع ظروف سيئة للدرجة حرارة لة مخاطر صحية عالية جدا مثل الأصابة بمرض الرئة (وخاصة في الأطفال) . الدراسات في مباني المكاتب اثبتت أن عدم وجود الراحة الحرارية يسبب انخفاض كبير بالاهتمام و، بطبيعة الحال، أيضاً بالأداء.
ووفقا لدراسات ونظريات فانجر، الراحة الحرارية في المبنى يمكن الوصول إليها وفقا إلى تقارير نتشاء بين المتغيرات الذاتية والمتغيرات البيئية
حالة ألرفاه ينبغي أن تأخذ في الاعتبار، على الأقل، الجنس، السن والحالة الصحية. هذة النظرية تُعرف باسم الطريقة التكيفية التي قُدمت من قبل باحثين مثل تتكيف الطريقة التي تقدمت بها علماء مثل ج.س. براجر(G.S. Brager)، ر.ج. دي ديير (R.J. de Dear)، م.أ. همفريز (M.A. Humphreys)، ج.ف نيكولاس (J.F. Nicols).

### المتغيرات الذاتية
المتغيرات الذاتية لها علاقة بالنشاطات التي يبذلها الفرد في الداخل وبنوع ملابسة.
النشاط الأيضي للفرد يحول الطاقة الكيميائية (الناتجة من تناول الأغذية)
إلى طاقة حرارية. القوة الأيضية تُشير إلى وحدة مساحة سطح الجسم W/m2، وعادة النشاط الأيضي للفرد يُعرب عنة بوحدة Met
0.52=Met1 . القيمMet لمختلف الأنشطة البدنية مورودة في تشاريعUNI EN ISO 7730

### المتغيرات البيئية
وهناك أربعة متغيرات تعتمد على الظروف المناخية الخارجية والداخلية التي تؤثر على الراحة الحرارية : 
- درجة الحرارة الجوية : تُقاس في درجة مئوية
- الرطوبة النسبية الداخلية :تشير النسبة بين كمية البخار المحتوى في كتلة من الهواء والحد الأقصى التي يمكن أن تُحتوى في كتلة من الهواء تحت نفس الظروف من درجة حرارة وضغط. تُقاس كنسبة مئوية ٪
- متوسط درجة الحرارة المشعة : يُعرب عنها بدرجة مئوية ، إذ يحسب متوسط درجة حرارة الجدران الداخلية للبيئة ، بما فيها سقف وبلاط .
- سرعة الهواء : يُعرب عنها m/s

### مؤشرات ألراحة الحرارية
تُشير إلى مؤشرات لمستويات الراحة الناشئة عن العلاقة بين أداء الجسم البشري والشعور بالرفاه الحراري.
التشريع ايزو 7730 (UNI EN ISO 7730) - يُحدد ما يلي: 
- المعدل المتوقع الأوسط (Il Predicted Mean Vote) ، هو مؤشر يُقييم حالة ألراحة الحرارية للفرد ويأخذ في الاعتبار المتغيرات البيئية والذاتية وبالتالي هو نتيجة لعملية رياضيات لها قيمة رقمية : من -3 (الرقم القياسي للشعور بالبرد الشديد) إلى 3 (الرقم القياسي للشعور بالحرارة الشديدة) ، حيث الصفر يمثل حالة الراحة الحرارية.
- النسبة المئوية Percentage of Person Dissatisfied) PPD) ، تُعبر عن النسبة المئوية للأشخاص المستائين في بيئة معينة

## وصلات خارجية
- التصميم المناخى وأهدافه الكمية